# Néoux
Néoux település Franciaországban, Creuse megyében. Lakosainak száma 279 fő (2022. január 1.). Néoux Moutier-Rozeille, Pontcharraud, Saint-Alpinien, Saint-Avit-de-Tardes, Sainte-Feyre-la-Montagne, Saint-Frion, Saint-Maurice-près-Crocq, Saint-Pardoux-d’Arnet, Saint-Pardoux-le-Neuf és Saint-Silvain-Bellegarde községekkel határos.

## Népesség
A település népességének változása:
| Lakosok száma | 461  | 339  | 295  | 303  | 297  | 290  | 287  | 287  | 284  | 279  |
|               | 1968 | 1982 | 1990 | 2006 | 2013 | 2015 | 2017 | 2019 | 2020 | 2022 |